# Jungermannia bengalensis
Jungermannia bengalensis là một loài rêu tản trong họ Jungermanniaceae. Loài này được Amak. miêu tả khoa học lần đầu tiên năm 1968.